# Tacloban
Tacloban (en samareño: Syudad han Tacloban, en tagalo: Lungsod ng Tacloban) es la ciudad más importante de las Bisayas Orientales, pertenecientes a Filipinas. También es la capital de la provincia de Leyte. Es el centro comercial, cultural, turístico, educativo y gubernamental de la región. Se encuentra situada en la Bahía Cancabato, en el canal de San Juanico, que separa las islas de Leyte y Samar. 

## Demografía
Según el censo de 2010, la ciudad tiene una población de 221.174 habitantes. Aunque el idioma waray es el más frecuente, en los grandes establecimientos comerciales y hospitales se usa el filipino. El inglés se usa en las oficinas gubernamentales. En mercados y supermercados se puede oír a veces cebuano, el uso del español es vestigial entre la gente de mayor edad. 
Se estima que el 70% de la población es católica, el 25% son protestantes o evangélicos, y el 0,12% son musulmanes.

## Historia

### Baguio Yolanda
El 11 de noviembre de 2013 Tacloban fue la ciudad filipina más afectada por el tifón Haiyan o baguio Yolanda, que superó la categoría 5 con vientos de más de 400 km/h y ocasionó más de 10 000 muertos. Se considera a esta catástrofe la más grave sufrida por Filipinas desde que se tienen registros. Casi todos de sus edificios, incluyendo su aeropuerto, han estados destruidos o gravemente dañados.

## Geografía

### Clima
| Parámetros climáticos promedio de Tacloban, Islas Filipinas | Parámetros climáticos promedio de Tacloban, Islas Filipinas | Parámetros climáticos promedio de Tacloban, Islas Filipinas | Parámetros climáticos promedio de Tacloban, Islas Filipinas | Parámetros climáticos promedio de Tacloban, Islas Filipinas | Parámetros climáticos promedio de Tacloban, Islas Filipinas | Parámetros climáticos promedio de Tacloban, Islas Filipinas | Parámetros climáticos promedio de Tacloban, Islas Filipinas | Parámetros climáticos promedio de Tacloban, Islas Filipinas | Parámetros climáticos promedio de Tacloban, Islas Filipinas | Parámetros climáticos promedio de Tacloban, Islas Filipinas | Parámetros climáticos promedio de Tacloban, Islas Filipinas | Parámetros climáticos promedio de Tacloban, Islas Filipinas | Parámetros climáticos promedio de Tacloban, Islas Filipinas |
| Mes                                                         | Ene.                                                        | Feb.                                                        | Mar.                                                        | Abr.                                                        | May.                                                        | Jun.                                                        | Jul.                                                        | Ago.                                                        | Sep.                                                        | Oct.                                                        | Nov.                                                        | Dic.                                                        | Anual                                                       |
| ----------------------------------------------------------- | ----------------------------------------------------------- | ----------------------------------------------------------- | ----------------------------------------------------------- | ----------------------------------------------------------- | ----------------------------------------------------------- | ----------------------------------------------------------- | ----------------------------------------------------------- | ----------------------------------------------------------- | ----------------------------------------------------------- | ----------------------------------------------------------- | ----------------------------------------------------------- | ----------------------------------------------------------- | ----------------------------------------------------------- |
| Temp. máx. abs. (°C)                                        | 37                                                          | 35                                                          | 40                                                          | 40                                                          | 39                                                          | 38                                                          | 38                                                          | 38                                                          | 39                                                          | 38                                                          | 37                                                          | 41                                                          | 41                                                          |
| Temp. máx. media (°C)                                       | 27                                                          | 28                                                          | 29                                                          | 30                                                          | 31                                                          | 30                                                          | 30                                                          | 31                                                          | 30                                                          | 30                                                          | 29                                                          | 28                                                          | 29.4                                                        |
| Temp. mín. media (°C)                                       | 23                                                          | 23                                                          | 23                                                          | 25                                                          | 25                                                          | 25                                                          | 25                                                          | 25                                                          | 25                                                          | 25                                                          | 24                                                          | 23                                                          | 24.3                                                        |
| Temp. mín. abs. (°C)                                        | 16                                                          | 19                                                          | 20                                                          | 20                                                          | 21                                                          | 21                                                          | 16                                                          | 20                                                          | 20                                                          | 21                                                          | 16                                                          | 12                                                          | 12                                                          |
| Lluvias (mm)                                                | 281.7                                                       | 204.1                                                       | 139.6                                                       | 118.9                                                       | 142.4                                                       | 160.8                                                       | 167.0                                                       | 135.5                                                       | 161.5                                                       | 197.2                                                       | 279.0                                                       | 305.3                                                       | 2293                                                        |
| Días de lluvias (≥ 1 mm)                                    | 20                                                          | 17                                                          | 15                                                          | 14                                                          | 14                                                          | 16                                                          | 16                                                          | 14                                                          | 16                                                          | 19                                                          | 20                                                          | 21                                                          | 202                                                         |
| Humedad relativa (%)                                        | 85                                                          | 84                                                          | 82                                                          | 81                                                          | 82                                                          | 82                                                          | 82                                                          | 81                                                          | 82                                                          | 84                                                          | 86                                                          | 86                                                          | 83.1                                                        |
| Fuente: weatherbase                                         |                                                             |                                                             |                                                             |                                                             |                                                             |                                                             |                                                             |                                                             |                                                             |                                                             |                                                             |                                                             |                                                             |

## Barangays (distritos)
Tacloban se subdivide en 138 distritos: 
| - Barangay 2 - Nula-tula (Bgys. 3 & 3A) - Libertad (Barangays 1 & 4) - Barangay 5 - Barangay 6 - Barangay 6-A - Barangay 7 - Barangay 8 - Barangay 100 (San Roque) - Barangay 101 (New Kawayan) - Barangay 102 (Old Kawayan) - Barangay 103 (Palanog) - Barangay 103-A (San Paglaum) - Barangay 104 (Salvación) - Barangay 105 (Suhi) - Barangay 106 (Santo Niño) - Barangay 107 (Santa Elena) - Barangay 108 (Tagapuro) - Barangay 12 - Barangay 13 - Barangay 14 - Barangay 15 - Barangay 16 - Barangay 17 - Barangay 18 - Barangay 19 - Barangay 20 - Barangay 21 - Barangay 21-A - Barangay 22 - Barangay 23 - Barangay 24 - Barangay 25 - Barangay 26 - Barangay 27 | - Barangay 28 - Barangay 29 - Barangay 30 - Barangay 31 - Barangay 32 - Barangay 33 - Barangay 34 - Barangay 35 - Barangay 35-A - Barangay 36 - Barangay 37 - Barangay 37-A - Barangay 38 - Barangay 39 - Barangay 40 - Barangay 41 - Barangay 42 - Barangay 43 - Barangay 43-A - Barangay 43-B - Barangay 44 - Barangay 44-A - Barangay 45 - Barangay 46 - Barangay 47 - Barangay 48 - Barangay 49 - Barangay 50 - Barangay 50-A - Barangay 50-B - Barangay 51 - Barangay 52 - Barangay 53 - Barangay 54 - El Reposo (Barangays 55 & 55 | - Barangay 56 - Barangay 57 - Barangay 58 - Barangay 59 - Barangay 60 - Barangay 60-A - Barangay 61 - Barangay 62 - Barangay 63 - Barangay 64 - Barangay 65 - Barangay 66 - Barangay 66-A - Barangay 67 - Barangay 68 - Barangay 69 - Barangay 70 - Barangay 71 - Barangay 72 - Barangay 73 - Barangay 74 - Barangay 75 - Barangay 76 - Barangay 77 - Barangay 78 (Marasbaras) - Barangay 79 (Marasbaras) - Barangay 80 (Marasbaras) - Barangay 81 (Marasbaras) - Barangay 82 (Marasbaras) - Barangay 83 (San Jose) - Barangay 83-A (San Jose) - Barangay 84 (San Jose) - Barangay 85 (San Jose) - Barangay 86 - Barangay 87 | - Barangay 88 (San Jose) - Barangay 89 - Barangay 90 (San Jose) - Barangay 91 (Abucay) - Barangay 92 (Apitong) - Barangay 93 (Bagacay) - Barangay 94 (Tigbao) - Barangay 95 (Caibaan) - Barangay 96 (Calanipawan) - Barangay 97 (Cabalawan) - Barangay 98 (Camansinay) - Barangay 99 (Diit) - Barangay 109 (V & G Subd.) - Barangay 109-A - Barangay 110 (Utap) - Barangay 5-A - Barangay 36-A - Barangay 42-A - Barangay 48-A - Barangay 48-B - Barangay 51-A - Barangay 54-A - Barangay 56-A - Barangay 59-A - Barangay 59-B - Barangay 62-A - Barangay 62-B - Barangay 83-B - Barangay 83-C (San José) - Barangay 95-A (Caibaan) - Barangay 8-A - Barangay 23-A - Barangay 94-A |

## Ciudades hermanadas
- Fukuyama, Japón[3]